# Stichopogon surcoufi
Stichopogon surcoufi är en tvåvingeart som beskrevs av Villeneuve 1920. Stichopogon surcoufi ingår i släktet Stichopogon och familjen rovflugor. Inga underarter finns listade i Catalogue of Life.